# 萧红
萧红（1911年6月1日—1942年1月22日），本名张廼莹，曾用名张秀环，乳名荣华，笔名萧红、悄吟、田娣、玲玲，黑龙江省呼兰县（今哈尔滨市呼兰区）人，中華民國的现代女性主义作家，被誉为三十年代的“文学洛神”。

## 生平

### 早年生涯
1911年农历五月初五端午节出生于黑龙江省呼兰府一个地主家庭。乳名荣华，学名张秀环，1916年被外祖父姜文选改名为张廼莹。1919年丧母。1920年入呼兰县乙种农业学校女生班上初小。1924年毕业升入北关初高两级小学校女生部上高小。1925年转入呼兰县第一女子初高两级小学校。同年五卅运动期间，呼兰县学生联合会发起游行、募捐、讲演等活动，萧红参加。同年7月末，呼兰县学生联合会在西岗公园举办联合义演，以答谢募捐民众，萧红在话剧《傲霜枝》中饰演一位贫苦小姑娘。1926年高小毕业后，赴哈尔滨上中学的愿望遭到父亲张廷举、继母梁亚兰反对，辍学在家。经过抗争，1927年到哈尔滨就读东省特别区立第一女子中学校。1928年11月9日，哈尔滨市学生维持路权联合会发起反日护路游行示威活动，史称“一一·九”运动。萧红参加游行，并主动出任宣传员。
1929年1月初，由六叔张廷献（张廷举的异母弟弟）保媒，父亲张廷举将萧红许配给哈尔滨顾乡屯汪恩甲，正式订婚。1929年6月7日（农历五月初一），祖父张维祯病逝，萧红回家奔丧。1929年下半年，萧红得知汪恩甲庸俗且吸食鸦片，萌生退婚之意。1929年11月17日，在中东路事件中，苏联红军攻占中国满洲里、扎兰诺尔，11月中旬萧红参加“佩花大会”募捐。
1930年夏，从东省特别区立第一女子中学校初中毕业，为逃婚出走至北平，入北平大学女子师范学院附属女子中学读高中一年级。与正在中国大学学习的已婚的表哥陆哲舜住在二龙坑西巷同居。萧红家中震怒，给陆家施压。陆家劝说未果，断绝了陆哲舜的经济来源。同年冬，陆哲舜向家中妥协。
1931年1月中旬，萧红回到呼兰，随即遭家中软禁，后与家庭和解。2月下旬返北平。汪恩甲随后找到萧红。3月初回到呼兰。4月初，随继母迁居阿城福昌号屯，开始六个月软禁。10月3日夜，从福昌号屯逃往阿城，随即乘坐火车逃到哈尔滨。10月上旬，开始在哈尔滨街头流浪，生活贫困，再度主动同汪恩甲交往。12月初，入住正在东省特别区立第二女子中学校学习的堂妹张秀珉宿舍，插班该校高中一年级，十余天后发现自己怀孕，乃不辞而别，和汪恩甲入住道外正阳十六道街的东兴顺旅馆（今靖宇街玛克威商厦西侧灰色小楼，现为萧红纪念陈列室）。

### 二萧结识
1932年2月5日，日军占领哈尔滨。5月中，汪恩甲离开东兴顺旅馆，被家中扣留。萧红不满汪恩甲的哥哥汪大澄代汪恩甲解除婚约，乃状告汪大澄“代弟休妻”。但汪恩甲在法庭上为哥哥汪大澄开脱，萧红败诉。6月中，萧红因欠东兴顺旅馆食宿费而被东兴顺旅馆扣留，有可能被旅馆老板卖到低等妓院。7月9日，致信《国际协报》文艺副刊主编裴馨园求助，裴馨园遂带人来旅馆探访。7月12日，萧军受裴馨园委托来到东兴顺旅馆探访，两人初次见面便相互倾慕。8月7日，松花江决堤，洪水进入哈尔滨市区。8月8日，舒群到东兴顺旅馆探望萧红。8月9日上午，萧红搭乘搜救船离开东兴顺旅馆，住进裴馨园家。8月底，萧红在哈尔滨市公立第一医院（现哈尔滨市儿童医院）生下一个女婴，随即送人。9月下旬，和萧军共同迁居道里区中国十道街欧罗巴旅馆（今西十道街6号）。10月两人又迁居道里商市街（今红霞街）25号大院的一间小房同居。经金剑啸介绍，萧红参加“牵牛坊”的活动，新结识了些朋友。
1933年初，经萧军鼓励，萧红参加《国际协报》征文，从此开始文学创作。4月18日，萧红写成长篇散文《弃儿》，在5月6日至5月17日《大同报》文艺副刊《大同俱乐部》连载。此后陆续写出小说《腿上的绷带》、《太太与西瓜》、《看风筝》等等。7月，萧红参加“星星剧社”，排演了《娘姨》、《小偷》等剧目。
1933年10月3日，萧红与萧军自费出版第一本作品合集《跋涉》，引起满洲文坛关注。同年10月中旬，“星星剧社”解散。12月，《跋涉》因为有“反满抗日”倾向而遭滿洲國政府查禁。1934年3月中，舒群来信约二萧迁居青岛。

### 从青岛到上海
1934年6月，萧军与萧红抵达青岛，住在青岛观象一路1号的一座两层小楼。不久，舒群、倪青华夫妇迁来同住。9月，萧红在这里写完长篇小说《麦场》。10月初，二萧以萧军的名义致信鲁迅。不久收到鲁迅回信。因舒群被捕和《青岛晨报》结业，11月1日，二萧和作家张梅林乘“共同丸”离开青岛，翌日到达上海。二萧入住上海法租界拉都路（今襄阳南路）283号的一个亭子间。翌日致信鲁迅。11月4日收到鲁迅回信，自此开始同鲁迅的书信往来。11月30日，二萧和鲁迅全家在内山书店附近的一家咖啡馆首次会面。12月19日，二萧赴鲁迅全家宴请，结识了茅盾、叶紫以及聂绀弩、周颖夫妇等人。
1934年12月底，二萧移居拉都路411弄22号福显坊2楼；1935年2月又移居拉都路351号3楼；1936年6月移居萨坡赛路190号唐豪律师家。1935年，二萧与叶紫在鲁迅支持下结成“奴隶社”，出版“奴隶丛书”。1935年5月15日，萧红完成了自传型的抒情散文集《商市街》。1935年10月，因《麦场》公开出版无望，萧红决定自费印行，后来从鲁迅信中得知《麦场》改名为《生死场》。11月6日，二萧第一次赴鲁迅家宴。12月，在鲁迅的帮助和支持下，萧红的成名作《生死场》作为奴隶丛书之三，假托“容光书局”自费印行，作者署名“萧红”，鲁迅在序中说萧红有“女性作者的细致的观察和越轨的笔致”。萧红由此蜚声文坛，取得了在中国现代文学史上的地位。

### 日本行
1936年1月19日，二萧、聂绀弩等人编辑的杂志《海燕》创刊。1936年3月中，二萧迁居北四川路“永乐坊”。3月23日，在鲁迅家结识美国作家史沫特莱。1936年春，陈涓回到上海，萧军同陈涓发生情感纠葛，萧红的内心受到伤害。5月16日，鲁迅病重。5月底，萧红连续多日到鲁迅寓所。6月15日，萧红在鲁迅、茅盾、巴金等67位作家联合签名发表的《中国文艺工作者宣言》上签名。7月中，萧红决定赴日本一年，并期待和留学日本的弟弟张秀珂见面（但7月16日张秀珂回中国，二人未能见面）。7月15日晚，鲁迅、许广平夫妇设家宴为萧红饯行。7月16日，黄源设宴为萧红饯行，饭后萧红、萧军、黄源来到照相馆合影一张。
1936年7月17日，萧红乘船赴日本。7月21日到达日本东京，在黄源夫人许粤华帮助下，萧红开始在日本的生活。萧红住在東京市麴町區富士見町（今東京都千代田区富士見）二丁目九一五中村方。9月12日晨，萧红遭到日本便衣警察盘查。9月14日，萧红入“东亚补习学校”学日语。10月19日鲁迅病逝，三日后萧红得知鲁迅死讯，哀伤不已。在日本期间，萧红写下了散文《孤独的生活》、长篇组诗《沙粒》、短篇小说集《牛车上》等。

### 流亡各地
1937年1月9日，萧红接萧军来信，中断在日本的生活，乘坐“秩父丸”回中国。1月13日抵达上海，住上海法租界吕班路。4月间，萧红、萧军关系恶化，萧红离家出走到一家犹太人办的寄宿画院准备学画，旋被萧军的朋友寻回。4月23日夜，萧红离开上海到北平访友散心。在北平期间，和舒群、李洁吾接触多。5月下旬回上海，此后参与《鲁迅先生纪念集》的资料搜集及整理。同萧军的关系持续恶化。
1937年8月13日淞沪抗战爆发，萧红不避危险帮助日本友人鹿地亘、池田幸子夫妇。8月底，胡风邀请萧红、萧军、曹白、艾青、彭柏山、端木蕻良等作家商筹新的文学杂志。萧红提议将新杂志命名为《七月》，获大家赞同。此次会上，萧红和端木蕻良初次见面。
1937年9月下旬，二萧从上海到达汉口，经于浣非结识诗人蒋锡金，随即迁居蒋锡金位于武昌水陆前街小金龙巷21号的住所。10月下旬，端木蕻良应胡风、萧军的邀请来到武汉，随后到小金龙巷与二萧住在一起。到武汉之后，萧红开始创作长篇小说《呼兰河传》。12月10日，萧红、萧军、端木蕻良突然遭到当局逮捕。翌日经胡风托人斡旋，三人获释。1937年底，二萧迁居冯乃超位于武昌紫阳湖畔的寓所。1938年1月16日下午，萧红参加《七月》座谈会（题为“抗战以来的文艺活动动态与展望”），在会上发言阐述了自己有关抗战文艺的见解。
应李公樸邀请，1938年1月27日，萧红、萧军、聂绀弩、艾青、田间、端木蕻良等人离开武汉，到山西临汾民族革命大学任教。2月6日抵达临汾，和丁玲领导的“西北战地服务团”相遇，萧红由此结识丁玲。由于日军逼近临汾，2月下旬，萧红随“西北战地服务团”转往山西运城，而萧军决定留下打游击，二萧在临汾分手。
1938年3月初，萧红到达陕西西安，住进八路军西安办事处。和塞克、端木蕻良、聂绀弩等人创作三幕话剧剧本《突击》。萧红發現自己懷孕，但想尋找醫生墮胎未果。3月16日，话剧《突击》在西安公演，三天连演七场，场场爆满，轰动西安。萧红等主创人员受到周恩来等人接见。4月初，萧军随丁玲、聂绀弩来到八路军西安办事处。萧红向同居了六年的萧军正式提出分手，其后明确了和端木蕻良的恋爱关系。

### 从武汉到重庆
1938年4月下旬，萧红、端木蕻良一同回到武汉，再度入住小金龙巷。4月29日，萧红出席了胡风召集的文艺座谈会（题为“现时文艺活动与《七月》），在会上表达了自己的创作观念。5月下旬，和端木蕻良在汉口大同酒家办婚礼，胡风、艾青、池田幸子等人出席。8月上旬，由于日军进攻武汉，端木蕻良离开武汉到重庆，萧红暂留武汉。8月11日左右，萧红迁居汉口三教街的中华全国文艺界抗敌协会总部，与孔罗荪、蒋锡金等人住在一起，等待买船票到重庆。
9月中旬，与冯乃超夫人李声韵结伴赴重庆。行至湖北宜昌时，李声韵咯血，萧红幸得同船的《武汉日报》副刊《鹦鹉洲》编辑段公爽帮助，将李声韵送往当地医院。两天后，萧红独自到达重庆。11月，萧红在江津的一家私人小妇产医院生下一名男婴。产后第四天，萧红告诉朋友白朗，孩子在头天夜里抽风死亡。数日后，萧红离开江津回到重庆。12月，萧红和池田幸子、绿川英子同住在米花街小胡同的池田寓所。12月22日，萧红在塔斯社重庆分社接受苏联记者罗果夫采访。
1939年5月间，复旦大学教授孙寒冰帮助其安排住所，萧红、端木蕻良迁居嘉陵江边的黄桷树镇，入住复旦大学苗圃。9月22日，整理完成《鲁迅先生生活散记──为纪念鲁迅先生三周年祭而作》。此后又发表数篇回忆鲁迅的文章。10月下旬，将整理好的回忆鲁迅文章结集为《回忆鲁迅先生》。同年秋，和端木蕻良迁居一座二层小楼“秉庄”。11月，和端木蕻良应邀参加苏联驻华大使馆在枇杷山公园举办的十月革命纪念节庆祝活动。12月中，重庆北碚接连遭到日军轰炸，萧红不堪惊扰，同端木蕻良商议离开重庆，参考朋友华岗意见，决定赴香港。

### 病逝香港
1940年1月17日，萧红与端木蕻良从重庆飞抵香港，寄居九龙尖沙咀金巴利道纳士佛台3号。2月5日，中华全国文艺界抗敌协会香港分会在大东酒店举办全体会员聚餐会，欢迎萧红、端木蕻良来香港。4月，萧红以中华全国文艺界抗敌协会会员的身份，登记成为中华全国文艺界抗敌协会香港分会会员。6月24日，致信华岗，此后一个月与华岗书信来往频繁。7月，重庆妇女生活社出版《回忆鲁迅先生》。8月3日，香港各界“纪念鲁迅先生六十生诞纪念会”在加路连山孔圣堂召开。萧红在会上报告了鲁迅生平。当晚在孔圣堂举办晚会，上演萧红编写的哑剧《民族魂鲁迅》。9月1日，长篇小说《呼兰河传》在《星岛日报》副刊《星座》开始连载，12月20日《呼兰河传》完稿，12月27日连载完成。
1941年1月，长篇小说《马伯乐》第一部由大时代书局初版。2月1日，《马伯乐》第二部在香港《时代批评》杂志第六十四期开始连载。2月初，和端木蕻良迁居九龙乐道8号二楼。2月17日，中华全国文艺界抗敌协会香港分会等文化团体在思豪酒店举办茶会欢迎史沫特莱、宋之的、夏衍、范长江等人来香港，萧红主持茶会，史沫特莱发表演讲。3月初，史沫特莱到乐道8号看望萧红，见这里居住环境恶劣，乃邀萧红到靈隱台别墅（何明华主教的别墅）和自己同住，两人共同居住近一个月。自靈隱台归来后，得知茅盾来香港，萧红与史沫特莱一道登门拜访，想劝茅盾夫妇同往新加坡，遭到婉拒。5月初，史沫特莱回美国，带走萧红、端木蕻良的部分作品，准备到美国发表。萧红托史沫特莱将一册《生死场》代送美国作家辛克莱。5月30日，《呼兰河传》单行本作为每月文库第二辑之六，由桂林上海杂志公司初版。6月4日，萧红收到辛克莱回赠的图书以及回复的致谢电报。7月1日，小说《小城三月》刊登在《时代文学》第二期。
1941年7月，萧红常失眠、咳嗽，为治疗痔疮再度入住玛丽医院。8月4日，萧红、端木蕻良应邀到香港大学讲学。当日下午，二人得知许地山病逝。9月，美国女作家海伦·福斯特和他人合作译出萧红的《马房之夜》，发表在海伦·福斯特主编的《亚细亚》月刊九月号。9月，萧红、于毅夫、端木蕻良、周鲸文等374人在《旅港东北人士“九一八”十周年宣言》上签名。11月初，萧红从玛丽医院出院回家，茅盾、巴人、杨刚、骆宾基、胡风等朋友先后来探望萧红。
1941年11月上旬，诗人柳亚子来拜访端木蕻良，和萧红结识。11月中旬，萧红再度入住玛丽医院。但因为不满医生、护士的冷遇，萧红急想出院。11月下旬，于毅夫来玛丽医院探望萧红，萧红向于毅夫倾诉了内心的苦痛，于毅夫未办出院手续便将萧红接出玛丽医院。
1941年12月8日，日軍進攻香港九龙。柳亚子来看望萧红。骆宾基通过电话向端木蕻良辞行，经端木蕻良挽留，骆宾基答应留下帮助照看萧红。12月8日夜，萧红、端木蕻良从九龙转至香港岛。12月9日入住思豪酒店。12月18日，被迫转到周鲸文家，后来又转到告罗士打酒店。在日军占领告罗士打酒店前，端木蕻良、骆宾基将萧红转移出来，曾在何镜吾家暂居，后迁居中环一家裁缝铺。12月24日，迁居士丹利街时代书店的书库。12月25日，香港淪陷。骆宾基回忆说端木蕻良直至1月12日香港局势稳定后才出现，此前一直只有他在陪伴萧红；但端木蕻良对此否认。
1月12日，萧红住进香港岛跑马地养和医院。次日手术，术后发现养和医院医生误诊。1月18日中午，转到玛丽医院。下午安装喉口呼吸铜管，无法说话。1月19日夜12时，写下“我将与蓝天碧水永处，留得半部‘红楼’给别人写了……半生尽遭白眼、冷遇，身先死，不甘、不甘！”1月22日晨，日军接管玛丽医院，病人被全部逐出。萧红被转到一家法国医院。后来法国医院也被日军接管。萧红又被转到法国医生在圣士提反女校设的临时救护站。
1942年1月22日上午10时，萧红在法国医院设在圣士提反女校的临时救护站病逝，享年30岁。
1942年1月24日，萧红的遗体在香港跑马地背后的日本火葬场火化。1月25日黄昏，部分骨灰安葬在浅水湾丽都酒店前的花坛内（1957年8月15日，迁葬广州银河公墓）。1月26日，其余骨灰被端木蕻良私下安葬在圣士提反女校后院土山坡下。1980年代，端木蕻良委托卢玮銮（小思）帮助寻找后一部分骨灰，但在那之前小坡经历了一次翻修，该部分骨灰至今下落不明。

## 文學成就
萧红以开阔的悲悯胸怀关注人的生存境遇以及生命意义，浑然天成地创造出富有灵性的文学作品。作品情感基调悲喜交杂，语言风格刚柔并济，写作视角和行文结构独特，在中国现代文学史中独树一帜。
蕭紅的成名作是小說《生死場》，魯迅和胡風分別為其初版寫了序和後記。小說描寫九一八事變前後東北農村的生活，富有鄉土色彩，反映女性的悲慘命運。魯迅讚賞小說寫出「北方人民對於生的堅強，對於死的掙扎」。部份學者把小說視作「民族寓言」，充滿愛國主義；也有學者強調，小說的主題是鄉村婦女的生活經驗，特別是生育與死亡。《生死場》同情產婦所受的痛苦，也嘲諷傳宗接代近乎自我毀滅的災難；女性任人擺佈，命運無法自主，服務於男性的利益。小說批評父權社會，並諷刺對國家民族的歸屬感主要是男性而不是女性的。
文學批評家夏志清坦承未在《中國現代小說史》中評論蕭紅的作品，是「最不可寬恕的疏忽」。夏志清認為“《呼蘭河傳》的長處在於它的高度的真實感。”並給予《呼蘭河傳》很高的評價，稱她為20世紀中國最優秀的作家之一。
文艺批评家李健吾得知萧红去世的消息后，在《咀华记余·无题》中写道，最令他折服的四位女作家是丁玲、凌叔华、林徽因、萧红。“最可怜”的萧红“好像一个嫩芽，有希望长成一棵大树，但是虫咬了根，一直就在挣扎之中过活……”

## 著作
- 短篇小說與散文合編：《跋涉》、《橋》、《牛車上》
- 小說：《生死場》、《商市街》、《小城三月》、《呼蘭河傳》、《馬伯樂》、《王阿嫂的死》、《看風箏》、《啞老人》、《夜風》、《清晨的馬路上》、《腿上的繃帶》、《太太與西瓜》、《紅的果園》、《家族以外的人》、《王四的故事》……
- 散文：《棄兒》、《小黑狗》、《中秋節》、《夏夜》、《孤獨的生活》、《給流亡異地的東北同胞書》、《祖父死了的時候》、《過　夜》、《歐羅巴旅館》、《家庭教師》……
- 詩：《八月天》、《沙粒》、《苦杯》、《幻覺》、《春曲》、《一粒土泥》、《可紀念的紅葉》、《偶然想起》、《靜》、《栽花》、《公園》、《拜墓詩──為魯迅先生》……

## 家庭
- 父: 张廷举
- 母: 姜玉兰
- 继母：梁亚兰
- 未婚夫：汪恩甲。二人育有一女，出生后即送人。
- 同居男友：萧军。二人育有一子，出生后即夭折。
- 丈夫：端木蕻良

## 纪念
- 萧红故居：位于黑龙江省哈尔滨市呼兰区二道街204号，始建于1908年，占地面积3500平方米，是萧红的出生地，现辟为萧红纪念馆的一部分，1986年定为黑龙江省文物保护单位。[10]萧红纪念馆位于呼兰区建设街文化路29号，成立于1986年6月11日（端午节萧红诞辰75周年之际)，2011年6月6日（萧红诞辰100周年）建成并对外开放。[11]
- 萧红纪念陈列室：位于黑龙江省哈尔滨市道外区玛克威商厦二楼。此处原为东兴顺旅馆。1932年6月，萧红的未婚夫汪恩甲将怀孕的萧红遗弃在东兴顺旅馆。不久，萧红和前来探望的萧军在此处初识。[12]
- 萧红墓：位于广东省广州市银河公墓内，1957年8月由广州作协出资将萧红部分骨灰从香港迁来安葬。[13]
- 萧红纪念碑、萧红墓：位于黑龙江省哈尔滨市呼兰区兰河街道西岗公园内。占地面积700平方米。1992年10月31日建成。萧红纪念碑宽3.4米，高2.4米，厚0.7米，为一块北方的大青石雕成。纪念碑正面镶嵌黄铜镀金“萧红纪念碑”五个大字（端木蕻良题写），左侧是仿铜浮雕萧红头像。萧红墓室及墓碑都是灰色花岗岩雕成，石棺长1.9米，宽0.9米，厚0.45米，放置在青石板上，石棺内有端木蕻良珍藏50年的萧红去世时的一缕头发。[14]
- 萧红小学：位于黑龙江省哈尔滨市呼兰区。原名呼兰县乙种农业学校，俗称龙王庙小学，后来改称第二十国民小学、南关小学，现名萧红小学。1920年至1924年，萧红曾在呼兰县乙种农业学校女生班上初小。[1]
- 萧红中学：位于黑龙江省哈尔滨市南岗区。原名私立从德女子中学，后更名东省特别区立第一女子中学校，现名萧红中学。1927年至1930年，萧红曾在东省特别区立第一女子中学校上初中。[1]
- 萧红大道：位于黑龙江省哈尔滨市呼兰区呼兰镇，萧红故居南侧。
- 萧红东胡同：位于黑龙江省哈尔滨市呼兰区呼兰镇，萧红故居东侧。
- 萧红北路：位于黑龙江省哈尔滨市呼兰区呼兰镇。
- 萧红大街：位于黑龙江省哈尔滨市呼兰区利民开发区。
- 萧红社区：位于黑龙江省哈尔滨市南岗区松花江街道，全称“哈尔滨市松花江街道办事处萧红社区居委会”。
- 萧红研究会：位于黑龙江省哈尔滨市，2009年成立。[15]
- 萧红文学院：位于黑龙江省哈尔滨市，2009年成立。[15]
- 萧红文学馆：位于黑龙江省哈尔滨市南岗区泰山北路（会展中心一侧院内）。
- 萧红文学奖：2011年设立，由中共黑龙江省委宣传部、人民日报出版社、黑龙江省作家协会主办。[16]

## 衍生作品
- 2013年3月電影《萧红》，導演霍建起，主演宋佳、黃覺等。
- 2014年10月電影《黃金時代》，導演許鞍華，主演湯唯、馮紹峰、朱亚文等。[17]
- 2019年1月電視紀錄片《跋涉者蕭紅》，導演魏時煜，香港電台電視部製作、出品，藍后文化傳播有限公司製作。
- 2022年5月紀錄長片《蕭軍六記》，導演魏煜格在新加坡華語電影節首映，鷹野白風有限公司製作。